# Arctia rufa
Arctia rufa là một loài bướm đêm thuộc phân họ Arctiinae, họ Erebidae.